# Carl Schwende
Carl Schwende (Basilea, 20 febbraio 1920 – Montréal, 30 dicembre 2002) è stato uno schermidore canadese.

## Biografia
Ha partecipato ai Giochi della XVII Olimpiade di Roma nel 1960.

## Palmarès
In carriera ha conseguito i seguenti risultati:
- Giochi Panamericani:

Chicago 1959: bronzo nella sciabola a squadre e nel fioretto a squadre.